# Karl-Heinz Hausmann
Karl-Heinz Hausmann (* 4. September 1943) ist ein ehemaliger deutscher Fußballspieler.

## Spielerkarriere
Karl-Heinz Hausmann begann seine Spielerkarriere 1962 als 18-Jähriger bei Wacker 04 Berlin. Dort wurde er in seiner ersten Saison in der Berliner Stadtliga auf Anhieb Stammspieler und schaffte mit seinem Verein den Klassenerhalt. In der Premierensaison der neu eingeführten Regionalliga Berlin behielt Hausmann seinen Status bei und verpasste mit Wacker den Aufstieg nur knapp. 1964/65 wurden die Reinickendorfer dann trotz eines negativen Punkteverhältnisses Saisonvierter. Hatte man sich erhofft, zukünftig um den Aufstieg mitzuspielen, wurden diese Hoffnungen durch den Zwangsabstieg von Hertha BSC im Jahr 1965 jäh zerstört. Da die Alte Dame zu stark für die lokale Konkurrenz war, jedoch zweimal in der Aufstiegsrelegation scheiterte, musste sich Hausmann mit Wacker in den folgenden Jahren mit ordentlichen aber nicht herausragenden Platzierungen begnügen: 1966: Platz 4, 1967: Platz 6 und  1968 erneut Platz 4.
1969 wechselte Hausmann, nachdem er in sechs Jahren für Wacker von 170 Ligaspielen 162 bestritten hatte, zu Hertha BSC, das den Aufstieg in die Bundesliga im dritten Anlauf doch noch geschafft hatte. Unter Helmut Kronsbein bestritt Hausmann zwei Kurzeinsätze in der Saison 1968/1969 gegen Kickers Offenbach und beim 1. FC Kaiserslautern, wobei er in Kaiserslautern zur zweiten Halbzeit eingewechselt wurde und schon nach 30 Minuten wieder vom Feld genommen wurde. Am Saisonende gelang den Herthanern knapp der Klassenerhalt.
Nach dieser für Hausmann enttäuschend verlaufenen Spielzeit kehrte er in die Regionalliga zurück und unterzeichnete einen Vertrag bei Blau-Weiß 90. Dort wurde er dann in der Saison 1969/70 umgehend wieder Stammspieler und erreichte mit Blau-Weiß einen guten vierten Platz. In der Saison darauf wurde diese Leistung sogar noch getoppt, jedoch verpassten die Mariendorfer um einen Punkt hinter Hausmanns Ex-Klub Wacker den Einzug in die Aufstiegsrelegation. Auch 1972 verfehlte Blau-Weiß 90 um einen Punkt hinter Tasmania die Vize-Meisterschaft. In der Saison 1972/73 konnte sich Karl-Heinz Hausmann mit seiner Mannschaft dann jedoch erst knapp die Meisterschaft der regulären Saison sichern und dann in der Meisterrunde die Konkurrenz auf Distanz halten. Dadurch qualifizierte sich Blau-Weiß 90 für die Aufstiegsrunde. In einer Gruppe mit Fortuna Köln, FC St. Pauli, Mainz 05 und dem Karlsruher SC wurde jedoch nur ein Sieg geholt und am Ende der enttäuschende letzte Platz belegt. Zum Abschluss seiner Spielerkarriere belegte Hausmann in der Spielzeit 1973/74 hinter Tennis Borussia und Wacker 04 noch einmal einen dritten Platz, bevor er im Sommer 1974 nach fünf Jahren als Stammspieler bei Blau-Weiß seine Karriere beendete.

## Privates
Sein Sohn Christian war ebenfalls Fußballprofi und spielte für Bayer 04 Leverkusen und den 1. FC Nürnberg insgesamt 106-mal in der Bundesliga.

## Erfolge
- Berliner Meister: 1973